# Chaetostoma daidalmatos
Chaetostoma daidalmatos är en fiskart som beskrevs av Salcedo 2006. Chaetostoma daidalmatos ingår i släktet Chaetostoma och familjen Loricariidae. Inga underarter finns listade i Catalogue of Life.